# Autobusna linija br. 176 u Zagrebu
Linija 176 (Zagreb (Črnomerec) – Gornja Bistra) prigradska je autobusna linija u Zagrebu.
Prometuje svaki dan na trasi: Črnomerec – Ilica – Aleja grada Bologne – Jarek donji – Stubička ulica – Bistranska ulica – Gornja Bistra.
Kroz Zagreb prometuje kao brza linija, odnosno ne staje na svim stajalištima. Neki polasci rano ujutro i kasno navečer prometuju na trasi Prigornica – Gornja Bistra.
Povezuje Ivanec Bistranski, Jablanovec, Bukovje Bistransko, Poljanicu Bistransku, Oborovo Bistransko te Donju i Gornju Bistru sa Zagrebom, odnosno terminalom Črnomerec gdje je moguće presjesti na tramvaj.

## Vanjske poveznice
- Vozni red linije 176

1. ↑  Datoteke u GTFS formatu. zet.hr. Pristupljeno 5. lipnja 2025. - Sadrži informacije tijela javne vlasti u skladu s Otvorenom dozvolom